# Kristiansund Lufthavn, Kvernberget
 Ikke at forveksle med Kristiansand Lufthavn, Kjevik.
Kristiansund Lufthavn, Kvernberget ligger 7 km fra centrum af Kristiansund i Møre og Romsdal fylke på Vestlandet i Norge. Lufthavnen trafikeres af rutefly, charterfly og helikopter til oljefelterne i Nordsøen.  
Lufthavnen, som stod ferdig i 1970, havde 362.101 passagerer i 2009.

## Destinationer

### Offshore
- Helikoptertrafik til ca 10 destinationer i Nordsøen og Norskehavet. (Bristow Norway, HC Helikopter Service)

### Destinationer indenrigs
- Oslo (SAS)
- Bergen (Widerøe)
- Haugesund (Widerøe)
- Kristiansand (Widerøe)
- Stavanger (Widerøe)
- Trondheim (Widerøe)

### Destinationer udenrigs
- Aberdeen (BMI Regional)

### Destinationer charter udenrigs
- Split (Croatia Airlines)
- Chania (Aegean Airlines)
- Antalya (Corendon Airlines)

### Transport
Der går bus ind til centrum af Kristiansund.
63°06′43″N 007°49′34″Ø / 63.11194°N 7.82611°Ø